# 다크 파이버

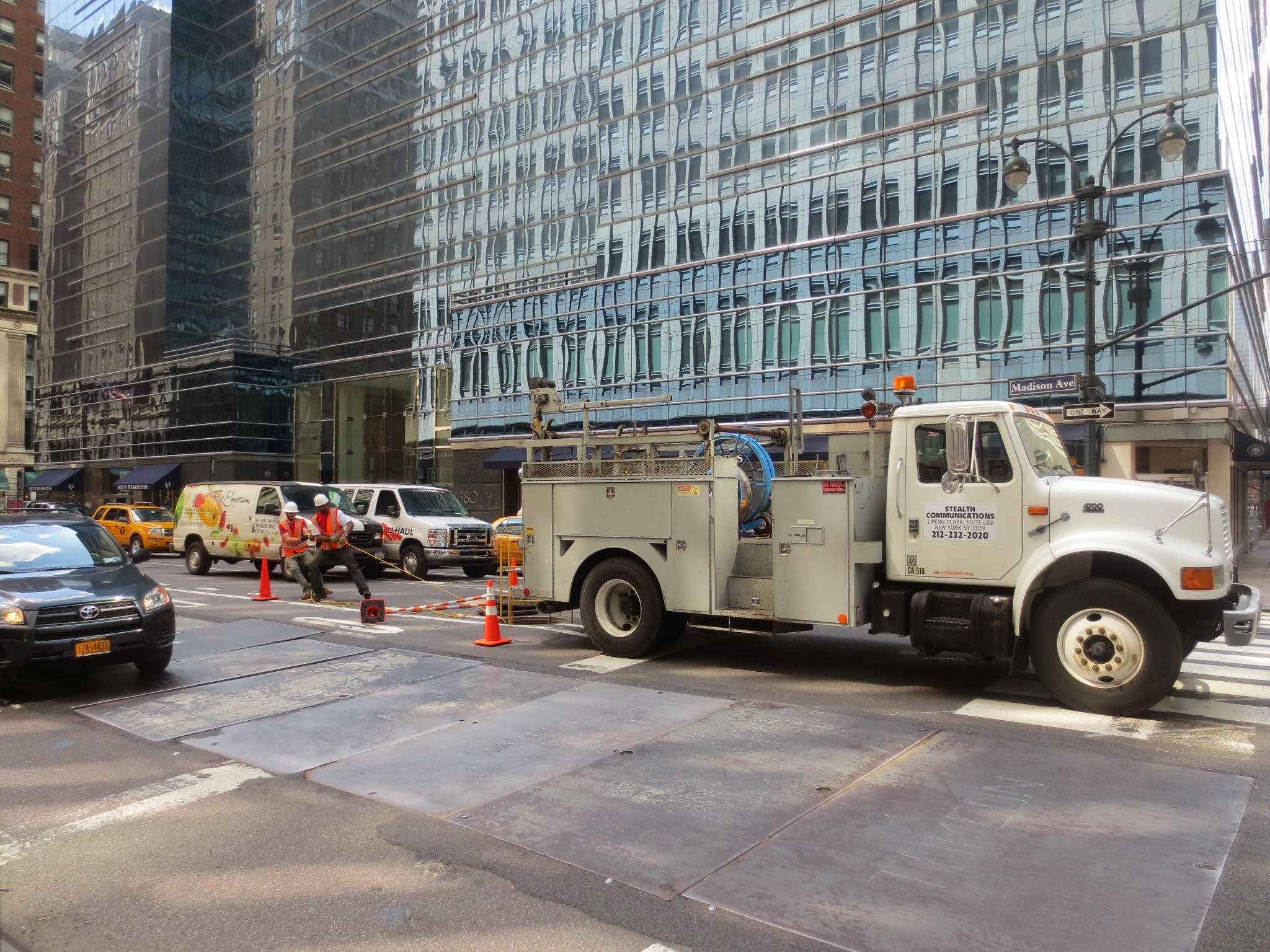
432개 다크 파이버 케이블을 뉴욕시 미드타운 맨해튼가 아래에 매설하고 있는 스텔스 파이버 크루.

다크 파이버(dark fibre), 언릿 파이버(unlit fibre)는 광통신에 사용할 수 있는 미사용 광섬유이다. 다크 파이버는 원래 잠재적인 통신 인프라망 용량을 가리키는 말이었다. 다크 파이버는 네트워크 서비스 제공자로부터 임대받을 수 있다.

## 동기
케이블 설치 비용의 대부분은 요구되는 토목공학적 노동에서 비롯된다. 여기에는 계획, 라우팅, 권한 취득, 케이블을 위한 배관 및 통로 구성, 최종 설치 및 연결이 포함된다. 이 작업은 섬유망 개발 비용 대부분을 차지한다. 이를테면, 암스테르담시의 섬유망 설치 비용 중 약 80%가 노동력이었으며 단지 10%가 섬유였다. 그러므로 추가 확장을 목적으로, 또 케이블 문제 발생 시 네트워크 다중화를 제공하기 위해 현재 수요에 필요한 것보다 상당히 더 많은 섬유를 설비하는 것이 이치에 맞다.
수많은 도로 및 전기회사 등 섬유광케이블 소유자들은 다른 회사에 임대할 목적으로 추가 섬유를 무조건적으로 배치하고 있다.
닷컴 버블 시기에 수많은 통신회사들이 광섬유망을 구축하였으며 서비스되는 지역의 기존 및 차기의 모든 트래픽을 감당하기에 충분한 용량의 네트워크를 제공함으로써 미리 사두는 비즈니스 계획이 수반되었다. 이는 가까운 미래에 통신 트래픽, 특히 데이터 트래픽이 기하급수적으로 증가할 것이라는 추정에 기반을 두었다.

## 같이 보기
- 광섬유 통신
- 해저 통신 케이블